# Canoagem nos Jogos Paralímpicos de Verão de 2020
As competições de canoagem nos Jogos Paralímpicos de Verão de 2020 foram disputadas entre 2 e 4 de setembro de 2021 no Sea Forest Waterway em Tóquio, Japão.

## Classificação dos paratletas
Os paratletas competem em três classes funcionais, individualmente, em ambos os sexos:
- L3: paratletas que utilizam suas pernas, tronco e braços na remada;
- L2: paratletas que usam somente o tronco e os braços; e
- L1: paratletas que só usam os braços.

## Formato das disputas
As disputas são realizadas em raias marcadas por boias, em linha reta, e apenas disputadas na distância de 200 metros.
A competição nos jogos olímpicos e paralímpicos têm regras semelhantes, em que vence o canoísta mais rápido. A classificação dos barcos para a bateria final, com a disputa das medalhas, ocorre em baterias preliminares e de repescagem.
As preliminares começam com cinco disputas entre dois atletas, distribuídos com base nos resultados do Campeonato Mundial de Canoagem de Velocidade - ICF 2020 (1º x 10º; 2º x 9º). Os cinco vencedores avançam diretamente para a final e os perdedores vão para as semifinais, uma repescagem em que os três melhores barcos avançam para a final. Os dois últimos são considerados 9º e 10º, de acordo com a sua posição final.

## Medalhistas
| Evento                         | Ouro                               | Prata                              | Bronze                                |
| ------------------------------ | ---------------------------------- | ---------------------------------- | ------------------------------------- |
| Caiaque KL1 masculino detalhes | Péter Pál Kiss HUN Hungria         | Luís Carlos Cardoso BRA Brasil     | Rémy Boullé FRA França                |
| Caiaque KL2 masculino detalhes | Curtis McGrath AUS Austrália       | Mykola Syniuk UKR Ucrânia          | Federico Mancarella ITA Itália        |
| Caiaque KL3 masculino detalhes | Serhii Yemelianov UKR Ucrânia      | Leonid Krylov RPC                  | Robert Oliver GBR Grã-Bretanha        |
| Va'a VL2 masculino detalhes    | Fernando Rufino BRA Brasil         | Steven Haxton USA Estados Unidos   | Norberto Mourão POR Portugal          |
| Va'a VL3 masculino detalhes    | Curtis McGrath AUS Austrália       | Giovane Vieira de Paula BRA Brasil | Stuart Wood GBR Grã-Bretanha          |
| Caiaque KL1 feminino detalhes  | Edina Müller GER Alemanha          | Maryna Mazhula UKR Ucrânia         | Katherinne Wollermann CHI Chile       |
| Caiaque KL2 feminino detalhes  | Charlotte Henshaw GBR Grã-Bretanha | Emma Wiggs GBR Grã-Bretanha        | Katalin Varga HUN Hungria             |
| Caiaque KL3 feminino detalhes  | Laura Sugar GBR Grã-Bretanha       | Nélia Barbosa FRA França           | Felicia Laberer GER Alemanha          |
| Va'a VL2 feminino detalhes     | Emma Wiggs GBR Grã-Bretanha        | Susan Seipel AUS Austrália         | Jeanette Chippington GBR Grã-Bretanha |